# Дивна річ
«Дивна річ» (англ. The Wonderful Thing) — американська драма режисера Герберта Бренона 1921 року.

## Сюжет
Жаклін Лорентін Боггс, дочка американського фермера, навчається у Франції, але повертається, щоб залишитися в англійській родині. Там вона приносить дозу реальності її чванливим господарям.

## У ролях
- Норма Толмадж — Жаклін Лорентін Боггс
- Гаррісон Форд — Дональд Маннербі
- Джулія Гойт — Катерін Маннербі
- Говард Трусдейл — Джеймс Шерідан Боггс
- Роберт Егню — Лоуренс Маннербі
- Етель Флемінг — Дульсі Маннербі Фосдік
- Мейбл Берт — леді Софія Александра Маннербі
- Фанні Бурк — Анжеліка Маннербі
- Волтер МакЕвен — «Гладкий Білл» Карсер
- Чарльз Крейг — генерал Ланкастер